# Пресечно
Пресечно је насељено место у саставу града Новог Марофа у Вараждинској жупанији, Хрватска. До територијалне реорганизације у Хрватској налазило се у саставу старе општине Нови Мароф.

## Становништво
На попису становништва 2011. године, Пресечно је имало 893 становника.

## Попис1991.
На попису становништва 1991. године, насељено место Пресечно је имало 912 становника, следећег националног састава:
| Попис 1991.‍  | Попис 1991.‍  | Попис 1991.‍ | Попис 1991.‍ | Попис 1991.‍ |
| ------------ | ------------ | ----------- | ----------- | ----------- |
|              |              |             |             |             |
| Хрвати       | Хрвати       |             | 901         | 98,79%      |
| Срби         | Срби         |             | 2           | 0,21%       |
| неопредељени | неопредељени |             | 5           | 0,54%       |
| непознато    | непознато    |             | 4           | 0,43%       |
| укупно: 912  |              |             |             |             |